# Silver Plume
Silver Plume è un centro abitato (town) degli Stati Uniti d'America, situato nella contea di Clear Creek dello Stato del Colorado. Nel censimento del 2000 la popolazione era di 203 abitanti. É un ex campo minerario dell'argento situato lungo il Clear Creek, nel Front Range delle Montagne Rocciose.

## Geografia fisica
Secondo i rilevamenti dell'United States Census Bureau, Silver Plume si estende su una superficie di 0,6 km².